# اندازه‌گیری تنوع زیستی

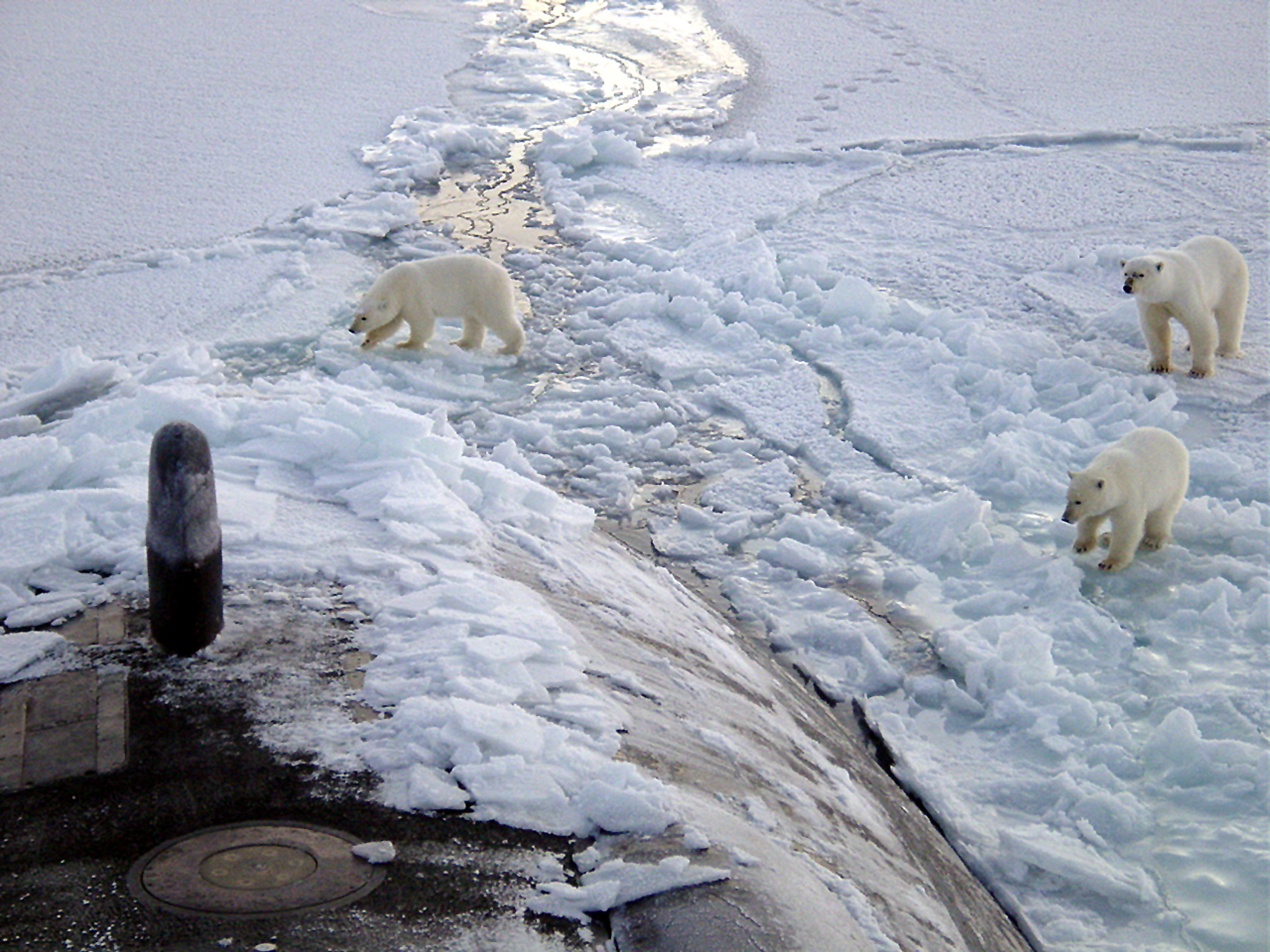
خرس‌های قطبی روی یخ‌های دریای اقیانوس منجمد شمالی، نزدیک قطب شمال.

زیست‌شناسان حفاظت ابزارهای عینی مختلفی را برای اندازه‌گیری تجربی تنوع زیستی طراحی کرده‌اند. هر معیار تنوع زیستی برای کاربرد خاصی از داده‌ها مربوط می‌شود. برای حفاظت‌گرایان عملی، اندازه‌گیری‌ها باید شامل شود. برای دیگران، تعریفی که از نظر اقتصادی قابل دفاع‌تر است، باید امکان اطمینان از تداوم احتمالات برای سازگاری و استفاده آینده توسط انسان را فراهم کند و پایداری محیطی را تضمین کند.